# Felix Hamrin
Felix Teodor Hamrin (14. januar 1875 – 27. november 1937) var en svensk forretningsmand og liberalistisk politiker, der var Sveriges statsminister fra august til september 1932.
Hamrin var partileder for partiet Frisinnade folkpartiet fra 1932 til 1935.